# Takasu
Takasu (japanska: 鷹栖町?, Takasu-chō) är en landskommun (köping) i Hokkaido prefektur i Japan. 